# Kanton Corbeil-Essonnes-Est
Der Kanton Corbeil-Essonnes-Est war von 1985 bis 2015 ein französischer Wahlkreis im Arrondissement Évry, im Département Essonne und in der Region Île-de-France. Vertreter im Generalrat des Départements war zuletzt von 2008 bis 2015 Carlos Da Silva (PS).
Der Kanton bestand aus einem Teil der Stadt Corbeil-Essonnes.